# Актор (Елида)
Вижте пояснителната страница за други значения на Актор.
Актор (на старогръцки: Ἄκτωρ, Aktor) в древногръцката митология е цар на Елида, основава град Хирмина и го нарича на майка си.
Той е син на цар Форбант и брат на Авгий.
Той се жени за Молиона и е приемен баща на близнаците Ктеат и Еврит (Акторионите, наричани също Молионидите, синове на Посейдон).